# 加里·费尔森菲尔德
加里·费尔森菲尔德（英語：Gary Felsenfeld，1929年—），美国分子生物学家。早期研究过多聚核苷酸的合成，后转向染色体蛋白的研究。他的研究小组以鸡血细胞为素材，考察了调节球蛋白基因表达时染色体结构变异所起的作用，发现CTCF蛋白在Igf2/H19基因的控制中起关键作用。之后又开始了以人体胰腺细胞为素材的研究。
从纽约史蒂文森高中中学毕业后，费尔森菲尔德进入哈佛大学学习生物学，1951年获学士学位。之后入加州理工学院随莱纳斯·鲍林学习物理化学，1955年获博士学位。后在牛津大学做博士后研究，1956年返美。1961年进入美国国立卫生研究院消化和肾脏疾病分子生物学实验室。1976年当选美国国家科学院院士，1981年当选美国文理科学院院士。2016年获路易莎·格罗斯·霍维茨奖。